# Monte Mazama
Il monte Mazama (in inglese Mount Mazama) è un vulcano quiescente alto 2484 m e situato nella catena delle Cascate e nello stato dell'Oregon, negli Stati Uniti nord-occidentali. È occupato al centro da una vasta caldera che ripara il lago Crater, uno specchio d'acqua craterico che risulta il più profondo del paese, raggiungendo quasi i 600 m. Fa parte dell'arco vulcanico delle Cascate, originato dalla zona di subduzione della Cascadia, e si trova ai margini dell'estesa provincia di Basin and Range, motivo per cui presenta una diversità di rocce vulcaniche sia viscose che effusive, ovvero riodacite, dacite, andesite e andesite basaltica.
Nato più di 400.000 anni fa, la sua caldera si originò intorno a 7.700 anni fa a seguito di una gigantesca eruzione. A quel tempo, i nativi americani occupavano le vicinanze del vulcano e l'evento venne tramandato nella tradizione orale per generazioni. In esso, i locali intravedevano la rabbia del dio degli inferi verso una donna mortale e una battaglia con il suo rivale, il dio del cielo che proteggeva gli esseri umani. L'ultima eruzione avvenne nel 2850 a.C.. Poiché gli amerindi si rifiutarono più volte di consentire l'accesso al lago, così in parte si spiega la scoperta tardiva del vulcano da parte dei coloni, avvenuta nel 1853. Lo specchio d'acqua svolge un ruolo importante nella comprensione del meccanismo di formazione della caldera. La denominazione fu assegnata nel 1896 dal club alpino di Mazamas su proposta di William Gladstone Steel, che ne era il fondatore. Questi risultò inoltre il principale artefice della creazione del parco nazionale del lago Crater nel 1902, il quinto più antico degli USA e l'unico dell'Oregon, stato in cui costituisce una celeberrima attrazione turistica.
Facilmente accessibile ai visitatori, una delle principali mete è proprio la caldera, ammirabile a bordo di un proprio veicolo o con delle bici lungo appositi percorsi ciclistici. Diversi sentieri salgono sul monte Mazama, incluso uno che termina alla riva del lago, dove appaiono consentite la balneazione, le escursioni in barca, mezzo spesso utilizzato per raggiungere il cono vulcanico dell'isola di Wizard, e la pesca. Il campeggio è permesso per tutta l'estate, mentre in inverno, a causa delle abbondanti nevicate, è possibile praticare racchette da neve e sci alpinismo attraverso i boschi di conifere. Il vulcano è sotto la sorveglianza dell'Osservatorio vulcanologico delle Cascate a causa dei persistenti rischi di eruzione subacqua. I suoi dintorni hanno inoltre un potenziale geotermico approfondito dagli ultimi decenni del Novecento.

## Toponimo

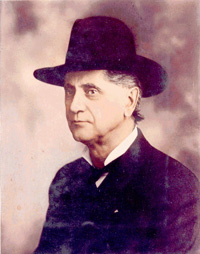
Ritratto di William G. Steel, colui a cui si deve la designazione dell'attuale nome del monte Mazama

La denominazione del monte Mazama si deve a una proposta dell'agosto del 1896 di William Gladstone Steel, fondatore del club alpino di Mazamas formatosi alle pendici del monte Hood due anni prima e con sede a Portland. Tale nome deriva da un termine utilizzato dai nativi americani che significa "capra delle nevi" o da una parola mazatl di origine nahuatl che designa un piccolo cervide il cui genere è stato chiamato per l'appunto mazama. Steel presentò l'idea a Joseph S. Diller, un geologo della United States Geological Survey (USGS), indicandola poi su una mappa topografica dell'area del lago Crater.
Il nome del lago in lingua klamath è Giiwas. Dopo esser stato indicato per quattro anni come lago Majesty, si decise di optare per Crater nel 1869, in seguito a una scelta dell'editore Jim Sutton.

## Geografia

### Posizione geografica
Il monte Mazama, compreso nella catena delle Cascate, si trova negli Stati Uniti occidentali, nella porzione sud-ovest dell'Oregon, all'interno della contea di Klamath. La sua sommità si trova a 23 km est-nordest di Union Creek, 31 km a nord nord-ovest di Fort Klamath e 90 km a nord-est di Medford, mentre Portland dista circa 285 km in direzione nord. Le coste dell'Oceano Pacifico sono localizzate a 180 km a ovest. Il vulcano più vicino e più alto è il monte Scott, a oriente del monte Mazama.

### Topografia

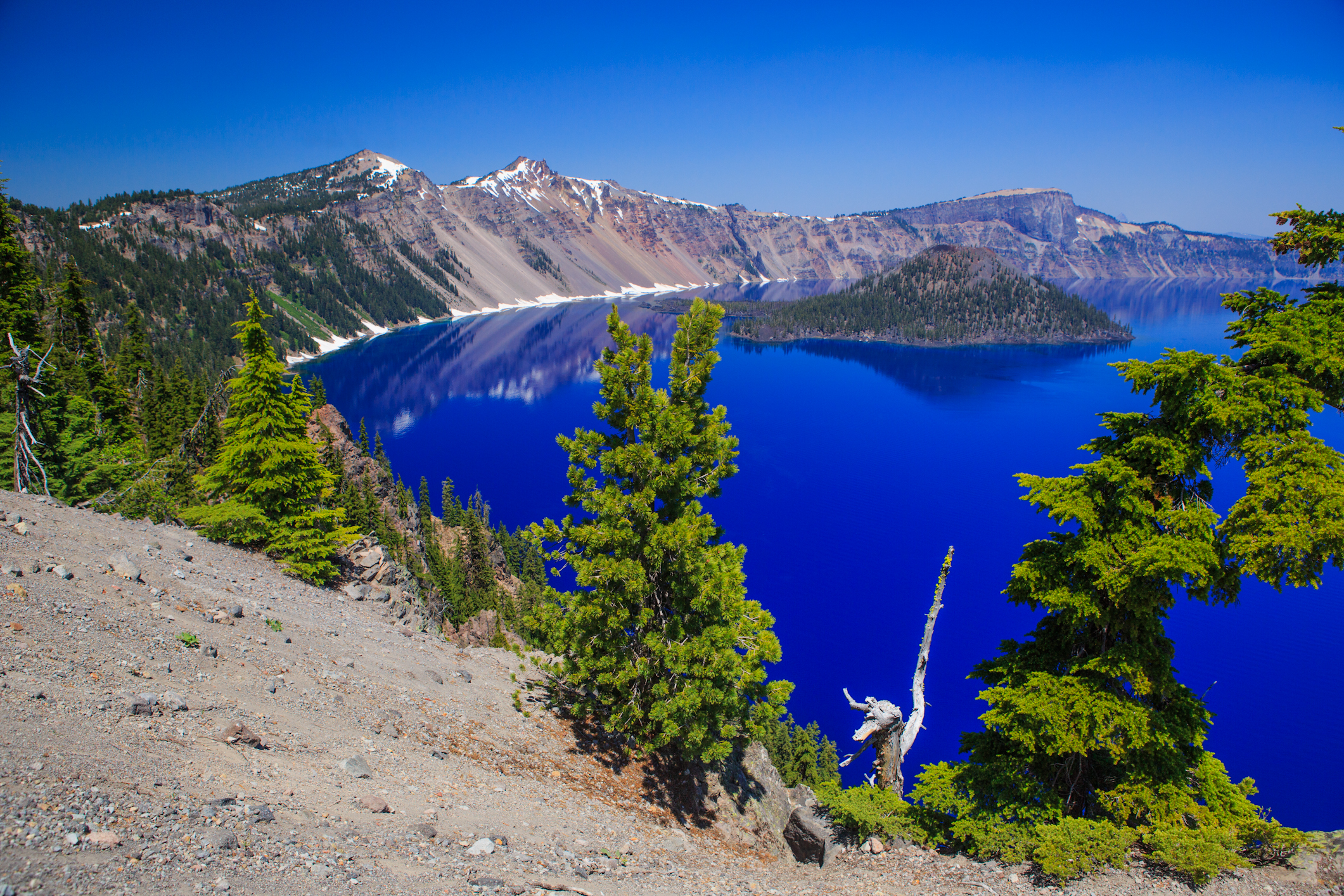
Il lago Crater visto da Rim Village, sul bordo sud-ovest della caldera, con l'isola di Wizard a destra

Il monte Mazama è un vulcano quiescente: il diametro compreso tra 8 e 10 km della caldera vede la presenza del lago Crater, ovvero, come si intuisce facilmente dalla designazione, un lago craterico situato a 1883 m s.l.m. Il punto massimo raggiunto (2484 m) è sul fianco occidentale della caldera ed è noto come Hillman Peak. Altre morfologie degne di nota sul bordo della caldera includono, in senso orario dal suo punto più alto, Devils Backbone (2279 m) e Llao Rock (2453 m) a nord-ovest, Redcloud Cliff (2426 m) e Cloudcap (2458 m) a est, Dutton Cliff (2483 m), Applegate Peak (2477 m), Dyar Rock (2390 m) e Garfield Peak (2455 m) a sud, Munson Ridge (2170 m) a sud-ovest e The Watchman (2442 m) a ovest. Il Red Cone (2244 m) e Grouse Hill (2259 m) si trovano rispettivamente a nord-ovest e a nord, sulle pendici del monte Mazama. La parte occidentale del lago è occupata dal cono vulcanico dell'isola di Wizard (2113 m). La prominenza topografica di Hillman Peak è a circa 430 m da Kerr Notch, uno dei due punti più bassi sul bordo della caldera (circa 2050 m).
Il monte Mazama è il secondo più grande edificio vulcanico del Quaternario in Oregon dopo il vulcano Newberry, e il più grande, con 120 km².
Il versante meridionale vanta diverse valli glaciali: la Munson, la Sun Meadow e la Kerr. A Sentinel Rock, si susseguirono delle colate laviche e, durante il periodo delle glaciazioni, il rapido raffreddamento della lava produsse del vetro vulcanico. I gorghi dei torrenti Sand, Sun e Annie furono interessate dall'avanzata dei ghiacciai nei flussi di lava, spingendo indietro i detriti verso la corrente graben e l'odierna riserva di Klamath Marsh, mentre della tillite si riversò sui pendii, soprattutto a ovest e a bassa quota, nonché sulle pareti della caldera a livello del deposito di Wineglass. Delle morene sono presenti a 27 km dalla caldera e delle striature glaciali sono visibili in diversi siti intorno al vulcano. Con la fine dell'ultima era glaciale 27.000 anni fa, il crollo della caldera avvenne in un clima caldo e secco; il ghiaccio appariva quindi presente solo alle quote più elevate e sul versante nord.

### Idrografia

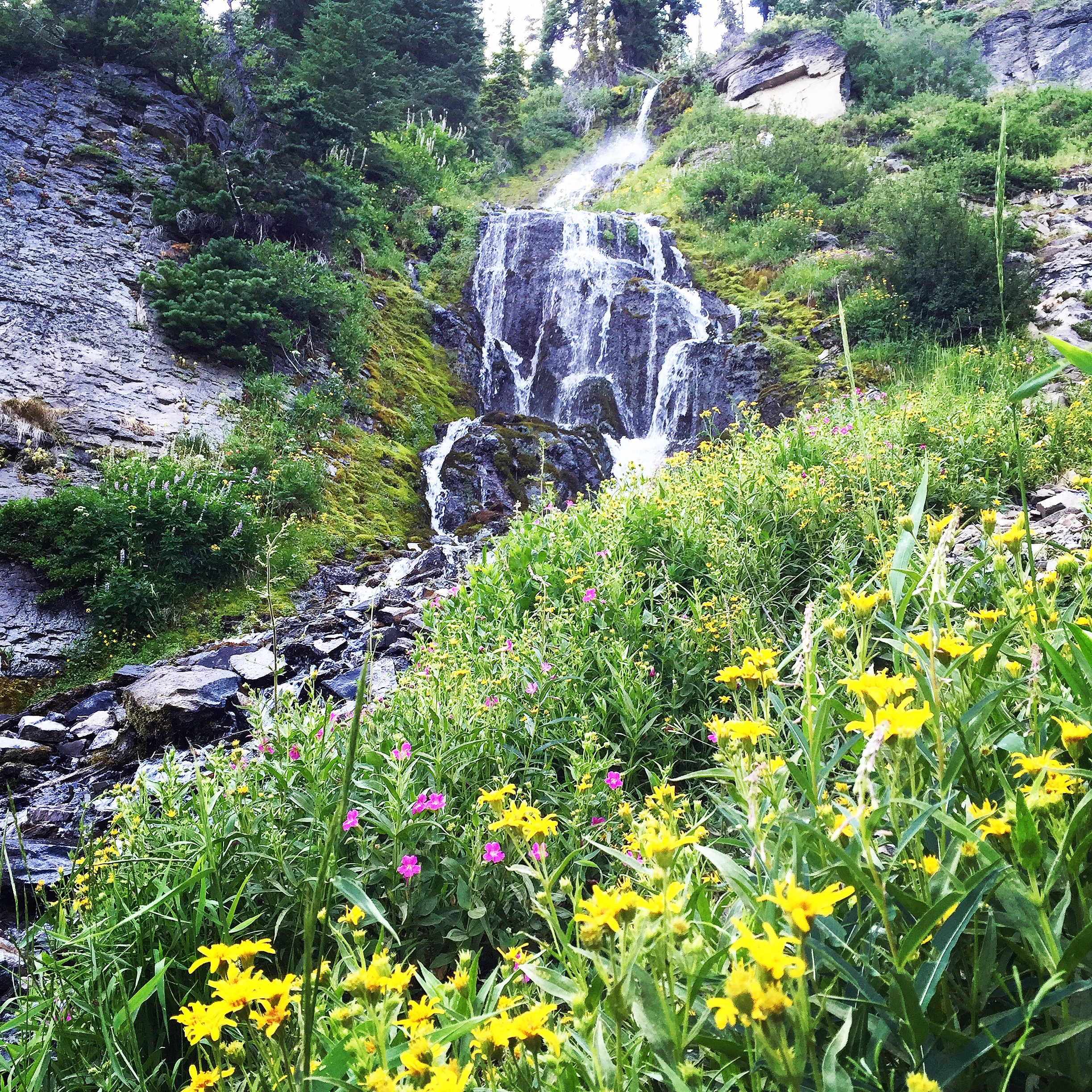
Le cascate Vidae vicino a "Sun Meadow", sul versante meridionale

Il lago Crater occupa gran parte della caldera: la sua profondità è stimata a 592 m, numero che lo rende il bacino d'acqua dolce più profondo degli Stati Uniti e il secondo del Nord America dopo il Grande Lago degli Schiavi in Canada. Con i cambiamenti climatici, il livello del lago è variato, scendendo notevolmente di dodici metri all'inizio del XX secolo. Tuttavia, il rapporto tra precipitazioni da un lato ed evaporazione e drenaggio dall'altro rimane sostanzialmente stabile, altrimenti un esondamento del lago sarebbe probabile.
Questo drenaggio sembra avvenire principalmente al livello del deposito di Wineglass sul versante nord-est del monte Mazama, originando in particolare i torrenti Desert, Silent e Bear, ma anche a livello del versante sud-est quelli di Scott e Sand. Si tratta di corsi d'acqua stagionali che aiutano ad alimentare il Klamath Marsh, il cui sbocco è il fiume Williamson, che sfocia nel lago Klamath Superiore. Sul versante meridionale, il torrente Annie e i suoi affluenti, il Munson e il Sun, confluiscono nel fiume Wood che sfocia nel lago Agency, un fianco del Klamath Superiore. Questi pendii appartengono quindi allo spartiacque del fiume Klamath. Sul versante occidentale, i torrenti Castle, Bybee, Copeland e Crater sono tutti affluenti diretti sulla riva sinistra del Rogue, la cui sorgente, Boundary Springs, si trova sulla zona pedemontana a nord-est del monte Mazama. Una piccola fascia del versante settentrionale, tra Desert Ridge e Timber Crater, appartiene allo spartiacque del lago Diamond e, di conseguenza, a quello del fiume Umpqua. In totale, circa 200 km di torrenti perenni e 115 di corsi d'acqua stagionali scorrono sulle pendici esterne del monte Mazama.

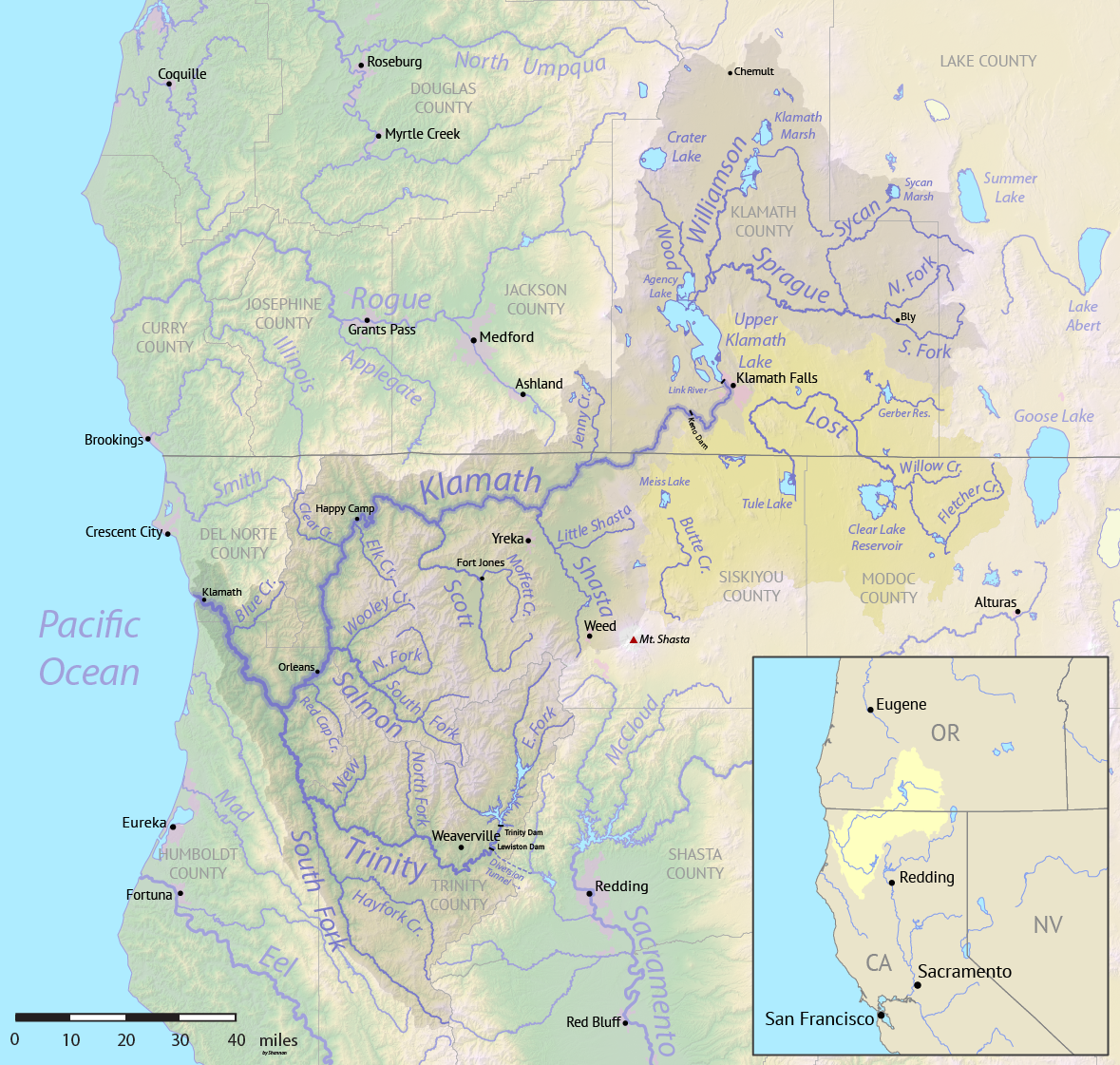
Mappa dello spartiacque del fiume Klamath; il lago Crater è a nord
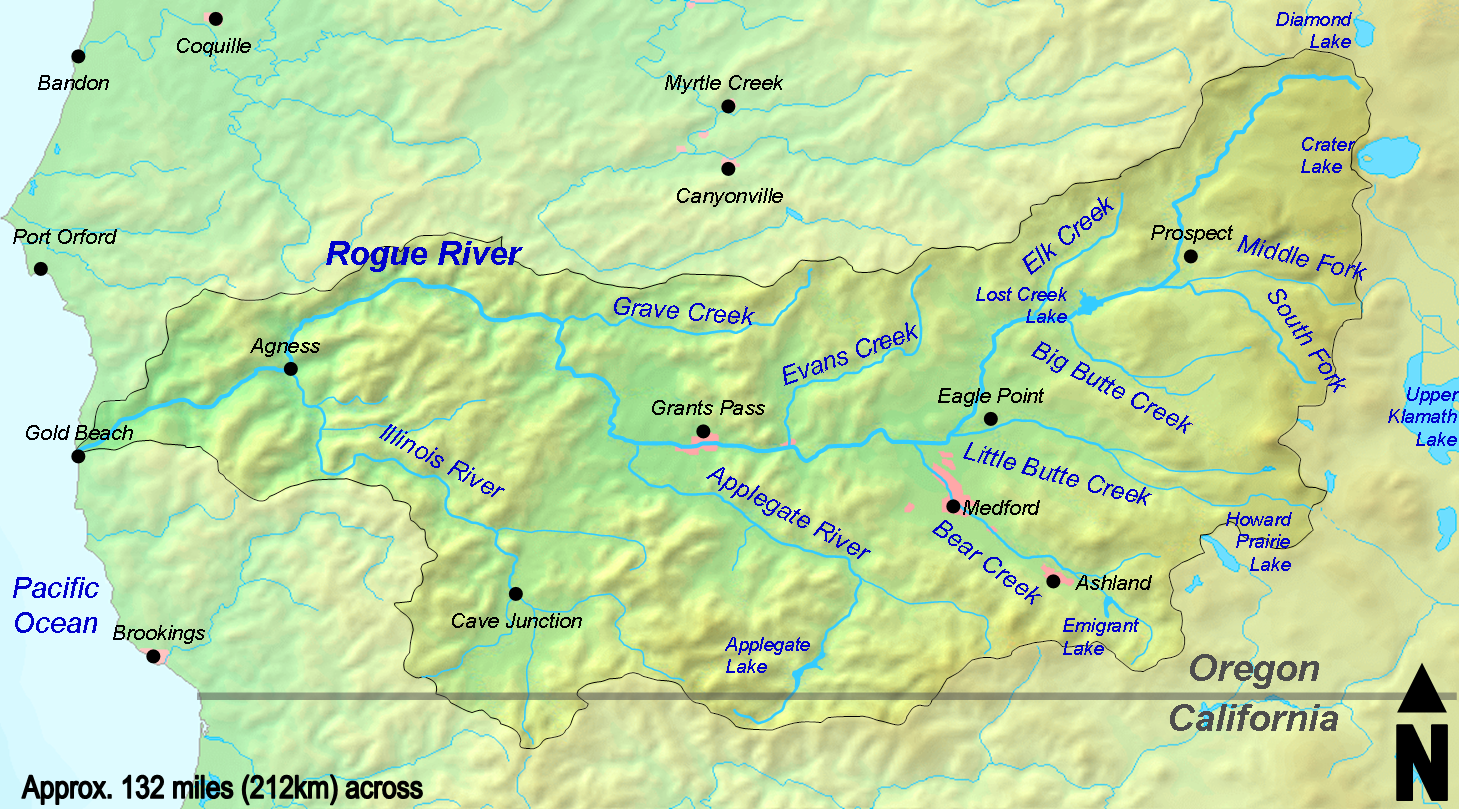
Mappa dello spartiacque del fiume Rogue; il lago Crater è a nord-est
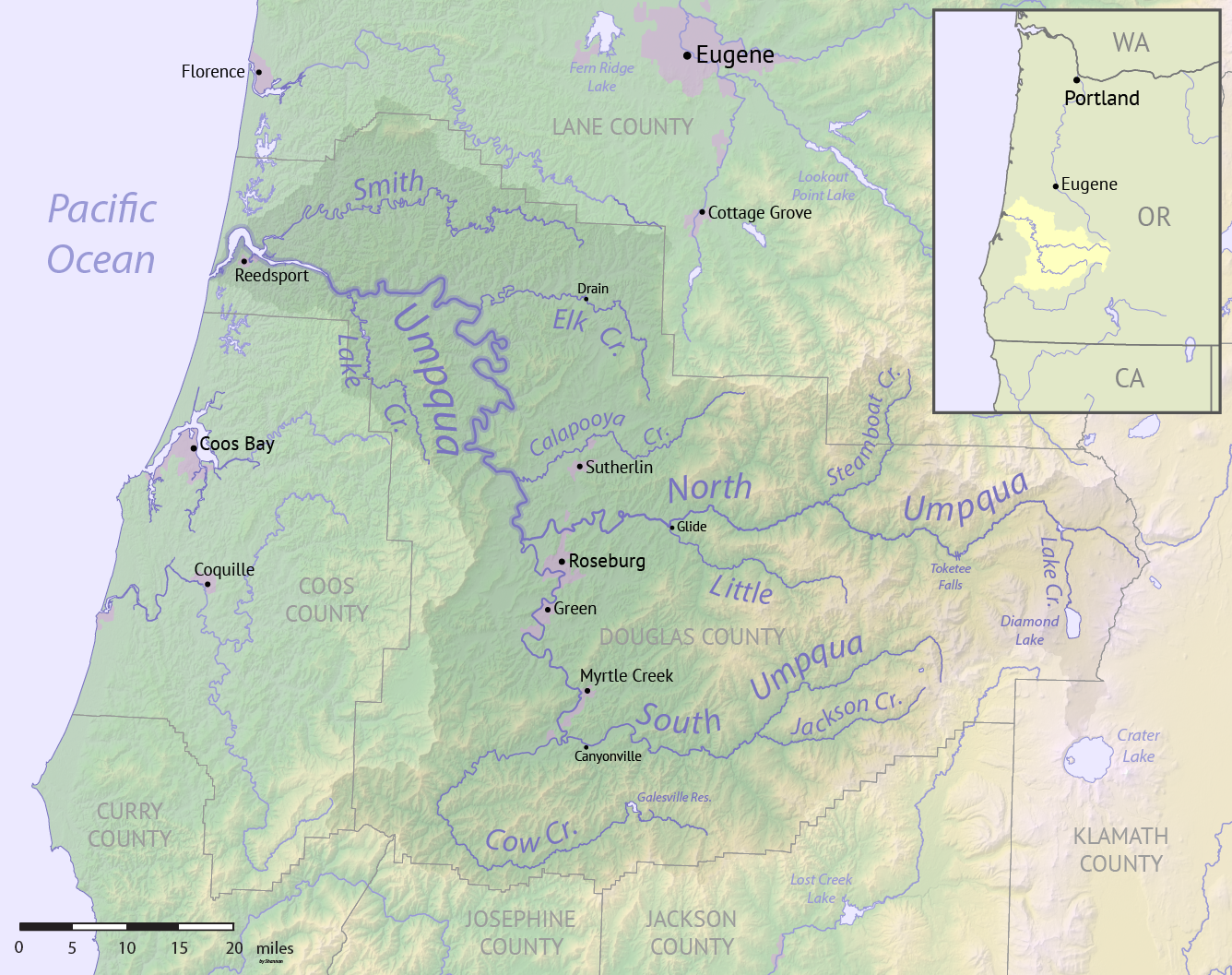
Mappa dello spartiacque del fiume Umpqua; il lago Crater è a sud-est

### Geologia

Mappa geologica del monte Mazama e del lago Crater

L'arco vulcanico delle Cascate appare direttamente sopra una zona di subduzione, quella della Cascadia. L'episodio che segnò l'origine della maggior parte della catena delle Cascate cominciò 36 milioni di anni fa. Il resto della placca Farallon viene chiamata Juan de Fuca. In concomitanza con la diminuzione dell'attività vulcanica, durante il Miocene (17-12 milioni di anni fa), quantità colossali di basalto si riversarono nell'attuale bacino del Columbia. Con la separazione simultanea della placca Explorer e l'ispessimento della zona di subduzione, l'angolo del piano di Wadati-Benioff aumentò. L'attrito si fece più intenso, il rilievo aumentò e il vulcanismo riprese.
Tra 700.000 e 600.000 anni fa, colate laviche riodacitiche si riversarono nella regione, lungo il graben di Klamath, una zona di estensione tettonica delimitata da faglie normali di orientamento nord-sud, come Annie Spring e Red Cone Spring, sismicamente attivi e muovendosi a una velocità di 0,3 mm annui, sul margine occidentale della provincia di Basin and Range. Il monte Mazama nacque tra 420.000 e 400.000 anni fa direttamente sopra il confine tra l'arco vulcanico delle Cascate, sormontando le rocce basaltiche e andesitiche associate all'ovest e a sud-ovest, oltre al graben di Klamath con i suoi depositi riodacitici da nord-est a sud. Questo particolare insieme di fattori portò ad una contaminazione di magma derivante principalmente dalla subduzione del mantello terrestre; queste variano quindi dalla tholeite all'olivina, ricca di alluminio, all'andesite basaltica, ricca di magnesio, e hanno un contenuto di silice dal 47,6 al 73,2%. Ciò si traduce nella presenza di molte piccole aperture vulcaniche in questa regione delle Cascate. Quasi 175 bocche eruttive del periodo Quaternario si estendono da Timber Crater a nord a Big Bunchgrass a sud, per 40 km di lunghezza e 25-30 di larghezza, con un'alta densità di coni vulcanici monogenici e vulcani a scudo, compresi 35 coni satellite sulle pendici del solo monte Mazama. Il complesso vulcanico è formato dalla sovrapposizione di parte di questi edifici e ha una forma irregolare: il monte Scott, risalente a un lasso di tempo compreso tra 420.000-350.000 anni fa e localizzato a est, lo precede in termini cronologici e rimane il più antico residuo vulcanico visibile nella zona. Dopo la sua rapida formazione, l'attività si spostò verso ovest: grazie alle viscose e numerose colate riversatesi, il Mazama salì di quota di diverse centinaia di metri. Le eruzioni di tipo hawaiano, ciascuna con spessore variabile da 4,5 a 6 m in media e le bombe vulcaniche emesse dai vicini vulcani a scudo contribuirono anche all'elevazione del Mazama sulle sue pendici occidentali, meridionali e orientali. Alla fine, esso raggiunse tra i 3.300 e i 3.700 m di altezza, o comunque i 1.600 m circa al di sopra della superficie attuale del lago, rendendolo probabilmente il vulcano maggiore dell'Oregon e con un'estensione di 400 km².
Successivamente, i ghiacciai lasciarono profonde tracce di erosione sul vulcano, tranne che sui versanti occidentali e settentrionali, dove le colate laviche più recenti li hanno ricoperti e al livello del periodo dei rilievi vulcanici dell'Olocene. Il tefra che accompagnò l'esplosione precedente alla formazione della caldera precipitò su tutti i rilievi del vulcano, ad eccezione dei pendii più ripidi. La caldera del monte Mazama è il più recente dei vulcani delle Cascate, che includono il vulcano Newberry e quello del lago Medicine. Il principio, il diametro ammontava a soli 5 km e i numerosi smottamenti conferirono una forma smerlata; il più importante evidenziato è a livello della baia di Chaski e presenta blocchi di diverse centinaia di metri di lunghezza. Le sue pareti costituiscono una testimonianza geologica imprescindibile della storia eruttiva del vulcano.
In stratigrafia, le ceneri del Mazama compongono una formazione la cui distribuzione è un indicatore geologico importante negli Stati Uniti occidentali e nel Canada sudoccidentale. Esse si rintracciano, con un colorito arancione, nel raggio di 900.000 km², costituendo il più grande deposito riversatosi durante il Quaternario nella regione.
Il monte Mazama è composto per il 43% da riodacite, per il 42% da andesite, per il 15% da dacite e per meno dell'1% da andesite basaltica. Tutta la riodacite risultò emessa entro 30.000 anni fa, indicando una mancata corrispondenza nelle distribuzioni locali e regionali nel tempo. Andesite e dacite contengono essenzialmente plagioclasio, ma anche iperstene e augite, nonché tracce di olivina. L'orneblenda è presente in alcune andesiti, mentre l'andesite basaltica, invece, fa registrare più olivina e meno iperstene.

### Clima

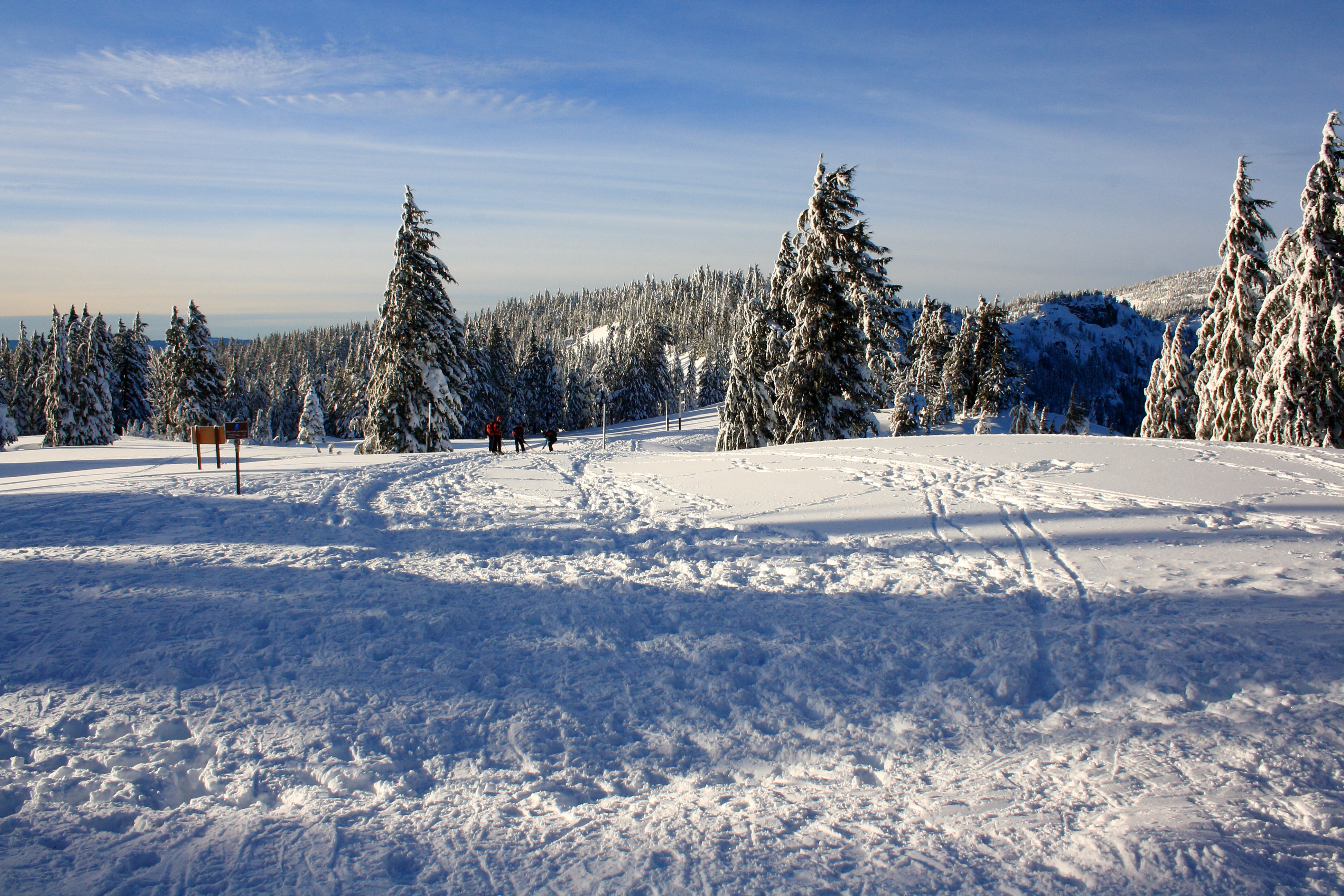
Le pendici del Mazama ricoperte di neve

Le precipitazioni sul monte Mazama risultano dovute, come in tutto il gruppo montuoso, a masse d'aria umide dell'Oceano Pacifico portate dai venti prevalenti da ovest. Esse si attestano sui rilievi montuosi e scorrono principalmente sul versante occidentale per via del fenomeno dell'ombra pluviometrica. Pertanto, superano le altezze annuali dell'acqua di 1600 mm in media, con un massimo di 2500 nel 1950. Ciò si traduce inoltre in notevoli quantità di nevicate, che possono verificarsi anche eccezionalmente in estate. Il record di neve caduta registrato presso la sede del National Park Service al lago Crater è pari a 22,5 metri nel 1950, comunque probabilmente meno del monte Hood in Oregon e meno dei 29 circa ricevuti in una stagione presso il Baker nelle North Cascades nel 1998-1999. Lo spessore del manto nevoso raggiunge i picchi all'inizio di aprile a 3 m, con estremi situati tra 1 e 6 m. Il manto nevoso persiste sul terreno in genere da inizio ottobre a inizio luglio. Le estati sono fresche, gli inverni molto umidi e alcune influenze continentali si fanno spesso sentire, accentuando le variazioni stagionali. Il clima è indicato come continentale subartico con estati fresche e secche (Dsc) nella classificazione dei climi di Köppen.
| T. max. media (°C)    | 1     | 1,8   | 2,9   | 6,0   | 10,3  | 14,8  | 20,9 | 20,9 | 17,0  | 2,0   | 11,0  | 1,0   | 4,5   | 1,4   | 1,3   | 6,4   | 18,9    | 10,0 | 8,3 |
| T. media (°C)         | −3,4  | −2,9  | −2,1  | 0,3   | 4,1   | 7,9   | 12,9 | 12,8 | 9,8   | 5,0   | −0,1  | −2,9  | −3,1  | 0,8   | 11,2  | 4,9   | 3,5     |      |     |
| T. min. media (°C)    | −7,9  | −7,6  | −7,2  | −5,4  | −2,1  | 1,1   | 4,8  | 4,8  | 2,4   | −0,9  | −4,8  | −7,2  | −7,6  | −4,9  | 3,6   | −1,1  | −2,5    |      |     |
| T. max. assoluta (°C) | 17,8  | 18,9  | 19,4  | 21,7  | 26,7  | 37,8  | 37,8 | 34,4 | 33,9  | 27,2  | 23,9  | 19,4  | 19,4  | 26,7  | 37,8  | 33,9  | 37,8    |      |     |
| T. min. assoluta (°C) | −29,4 | −27,8 | −21,7 | −19,4 | −15,0 | −12,2 | −7,8 | −8,9 | −11,7 | −16,1 | −21,7 | −27,8 | −29,4 | −21,7 | −12,2 | −21,7 | −29,4   |      |     |
| Precipitazioni (mm)   | 259,1 | 201,4 | 196,6 | 126,0 | 81,8  | 58,7  | 19,1 | 24,1 | 52,8  | 125,5 | 235,0 | 283,0 | 743,5 | 404,4 | 101,9 | 413,3 | 1 663,1 |      |     |
| Nevicate (cm)         | 244,3 | 208,3 | 208,8 | 115,1 | 50,0  | 9,9   | 0,5  | 0,3  | 54,4  | 154,4 | 229,6 | 0,0   | 452,6 | 373,9 | 10,7  | 438,4 | 1 275,6 |      |     |

### Ambiente naturale
Il monte Mazama rientra nell'ecoregione dei piani montano e sub-montano delle Cascate, una sezione che include le più alte vette innevate della catena al di sopra dei 2.000 m di elevazione, oltre che praterie di alta quota; si rintracciano inoltre anche dei torrenti, dei circhi e dei laghi glaciali. Le glaciazioni del Pleistocene rimodellarono fortemente il paesaggio e lasciarono morene e valli a forma di U.

#### Flora

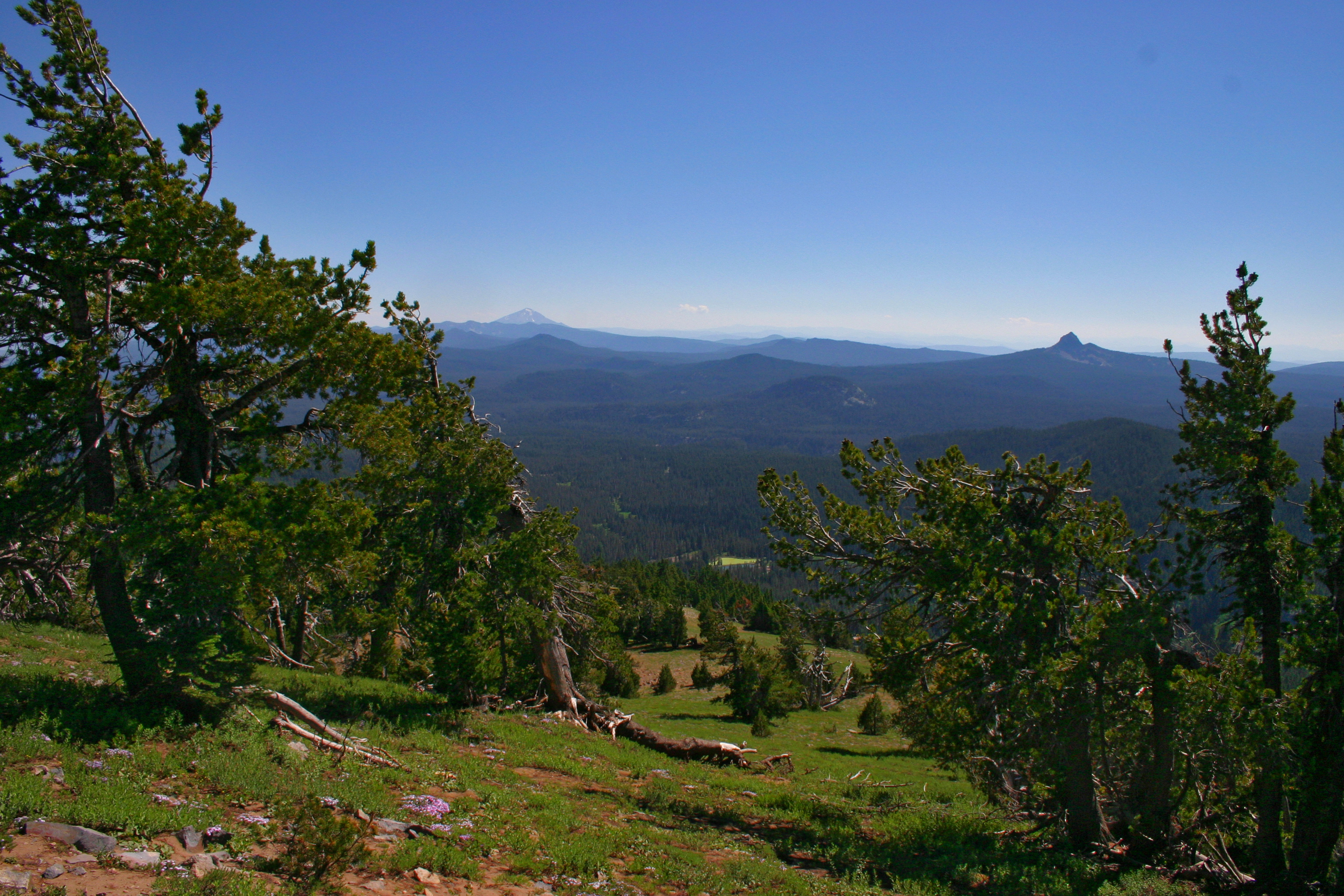
Il sentiero di Garfield Peak, situato lungo il bordo meridionale della caldera, con gruppi di pini dalla corteccia bianca (Pinus albicaulis)

La vegetazione si è adattata per sopravvivere a queste condizioni di altitudine, freddo e neve. Alcuni esemplari di tsuga mertensiana, abete delle rocce (Abies lasiocarpa) e pino dalla corteccia bianca (Pinus albicaulis) costellano i prati subalpini composti da erbe e arbusti presso la linea degli alberi, collocato a 2.400 m di altitudine.
Il pino bianco occidentale (Pinus monticola), il pino di Lambert (Pinus lambertiana), il cedro della California (Calocedrus decurrens) e un ibrido dell'abete rosso e dell'abete nobile (Abies magnifica × procera) sono le specie della foresta mista presenti sui pendii intermedi. Lungo le zone pedemontane meridionali ed orientali, domina il pino giallo (Pinus ponderosa), mentre l'abete del Colorado (Abies concolor) e il pioppo dell'Ovest (Populus trichocarpa), uno dei rari alberi caduchi del posto, preferiscono le zone ripariali. la tsuga occidentale (Tsuga heterophylla) e il peccio di Engelmann (Picea engelmannii) si gradiscono la zona pedemontana occidentale.
Lupini (Lupinus), gigli (Lilium), astri (Aster), floghi (Phlox), digitali (Digitalis), rododendri (Rhododendron), incluse specie di Rhododendron macrophyllum e Xerophyllum tenax, rappresentano la maggior parte delle piante da fiore. Sulle quote maggiori roccia e neve primeggiano rispetto alla vegetazione.

#### Fauna

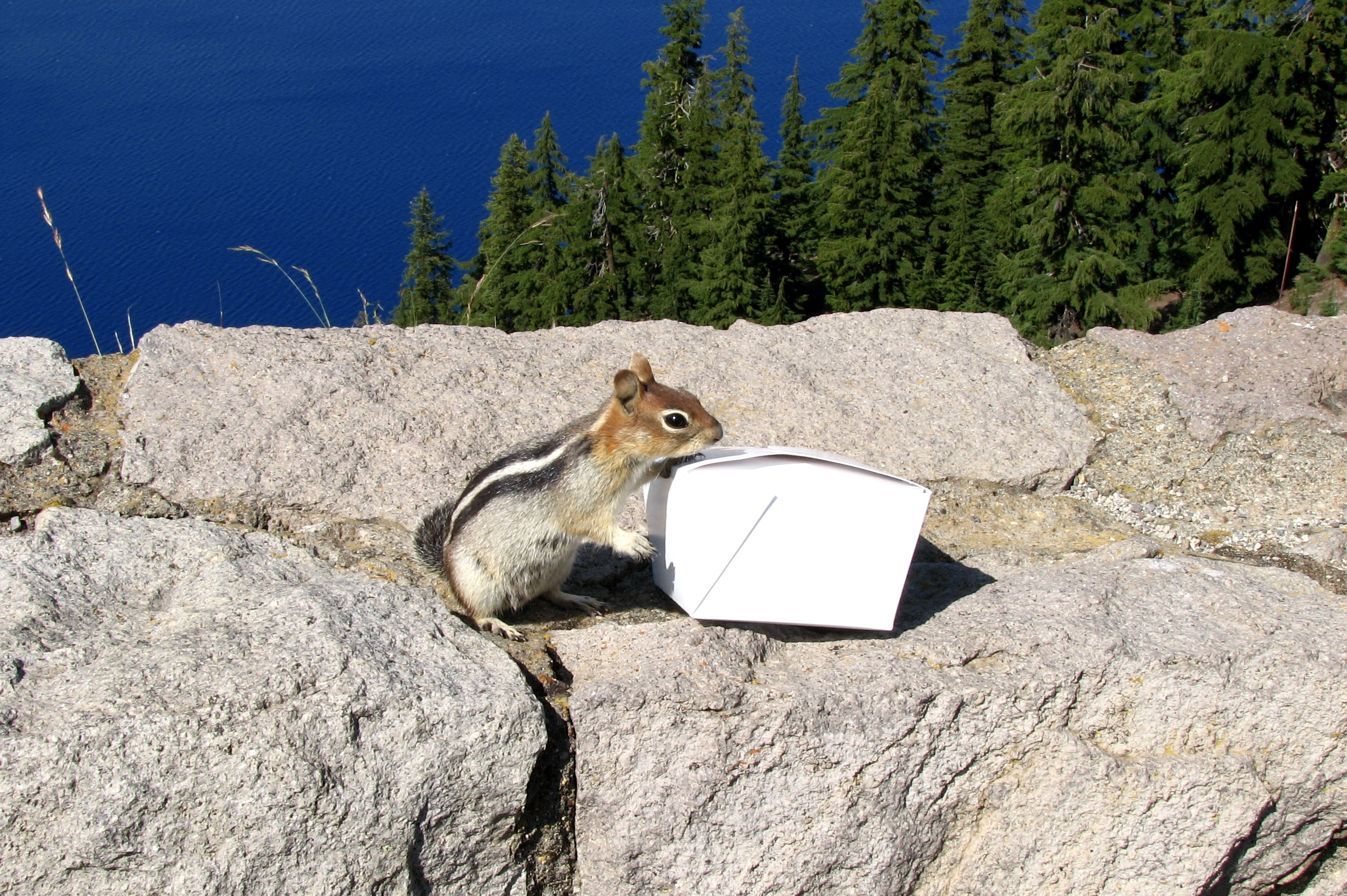
Esemplare di scoiattolo terricolo dorato (Callospermophilus lateralis) sul bordo della caldera

Tra i mammiferi carnivori presenti sul Monte Mazama si annoverano il coyote (Canis latrans), la volpe rossa (Vulpes vulpes), l'urocione comune (Urocyon cinereoargenteus), l'orso nero americano (Ursus americanus), il procione comune (Procyon lotor), la martora americana (Martes americana), la martora di Pennant (Martes pennanti), l'ermellino (Mustela erminea), la donnola dalla coda lunga (Mustela frenata), il visone americano (Neovison vison), il ghiottone (Gulo gulo), il tasso argentato (Taxidea taxus), la moffetta comune (Mephitis mephitis), la lontra canadese (Lontra canadensis), il puma (Puma concolor) e la lince rossa (Lynx rufus). Il wapiti di Roosevelt (Cervus canadensis roosevelti), il cervo mulo (Odocoileus hemionus) e la sottovariante delle Montagne Rocciose (Odocoileus hemionus hemionus) sono cervidi che si possono incontrare anche in estate, ma se quest'ultimo migra nei deserti dell'Oregon orientale in inverno, gli altri dell'elenco si recano a ovest. L'opossum della Virginia (Didelphis virginiana) è più raro, mentre tra i principali insettivori si registrano il toporagno di palude (Sorex bendirii), il toporagno del Pacifico (Sorex pacificus), il toporagno acquatico (Sorex palustris), il toporagno di Trowbridge (Sorex trowbridgii), il toporagno errante (Sorex vagrans), la talpa toporagno (Neurotrichus gibbsii) e la talpa dai piedi larghi (Scapanus latimanus). La lepre scarpa da neve (Lepus americanus), la lepre di prateria (Lepus townsendii) e il pica americano (Ochotona princeps) sono le specie di lagomorfi registrate nel parco, malgrado il terzo sia minacciato a causa della sua ricercata pelliccia, al punto che diverse comunità sono già scomparse a sud-est della montagna. I loro cugini stretti più comuni, i roditori, comprendono il castoro di montagna (Aplodontia rufa), la marmotta dal ventre giallo (Marmota flaviventris), il chipmunk del pino giallo (Tamias amoenus), il chipmunk di Townsend (Tamias townendii), il citello di Beechey (Spermophilus beecheyi), lo scoiattolo terricolo di Belding (Urocitellus beldingi), lo scoiattolo terricolo dorato (Callospermophilus lateralis), lo scoiattolo di Douglas (Tamiasciurus douglasii), il glaucomio del nord (Glaucomys sabrinus), il gopher di Botta (Thomomys bottae), il Thomomys mazama, il topo cervo (Peromyscus maniculatus), il neotoma cinereo (Neotoma cinerea), il neotoma dalle zampe scure (Neotoma fuscipes), l'arvicola a dorso rosso occidentale (Myodes californicus), l'arvicola delle brughiere (Phenacomys intermedius), l'arvicola rossa dell'Oregon (Arborimus longicaudus), l'arvicola coda lunga (Microtus longicaudus), l'arvicola di montagna (Microtus montanus) , l'arvicola dell'Oregon (Microtus oregoni), l'arvicola acquatica nordamericana (Microtus richardsoni), l'arvicola di Townsend (Microtus townendii), il topo saltatore occidentale (Zapus princeps), il topo saltatore del Pacifico (Zapus trinotatus) e l'ursone (Erethizon dorsata). Inoltre, tra i chirotteri presenti si registrano il vespertilio bruno (Myotis lucifugus), il vespertilio cinerino (Lasiurus cinereus), il serotino bruno (Eptesicus fuscus) e, più di rado, il vespertilio della California (Myotis californicus), il pipistrello dai peli d'argento (Lasionycteris noctivagans), il pipistrello di Yuma (Myotis yumanensis), il vespertilio dalle orecchie lunghe (Myotis evotis), il pipistrello dalle gambe lunghe (Myotis volans) e il pipistrello pallido (Antrozous pallidus).
Un'ampia varietà di specie ornitologiche si rintraccia nei dintorni del monte Mazama. Il picchio villoso (Leuconotopicus villosus), il gufo della Virginia (Bubo virginianus), la pernice fuligginosa (Dendragapus fuliginosus), il corvo imperiale (Corvus corax), il junco occhiscuri (Junco hyemalis), la cincia delle Montagne Rocciose (Poecile gambeli), il picchio muratore pettofulvo (Sitta canadensis), il rampichino americano (Certhia americana), la nocciolaia di Clark (Nucifraga columbiana) e la ghiandaia grigia canadese (Perisoreus canadensis) si possono ammirare in zona per tutto il anno. Il gheppio americano (Falco sparverius), il picchio dorato (Colaptes auratus), il fiorrancino americano (Regulus satrapa), il pigliamosche della cordigliera (Empidonax occidentalis), la ghiandaia di Steller (Cyanocitta stelleri), la piranga occidentale (Piranga ludoviciana), il tordo di Swainson (Catharus ustulatus), il tordo eremita (Catharus guttatus), il tordo migratore americano (Turdus migratorius) e il colibrì rossiccio (Selasphorus rufus) frequentano la zona in estate. L'azzurro di montagna (Sialia currucoides) e la Sialia mexicana vi rimangono fino all'autunno, mentre il pigliamosche fianchi oliva (Contopus cooperi) e il passero cinguettante (Spizella passerina) sono presenti in primavera ed estate. La dendroica groppone giallo (Setophaga coronata), il lucherino delle pinete (Spinus pinus) e il carpodaco di Cassin (Haemorhous cassinii) si assentano dalla zona solo in inverno.
La trota toro (Salvelinus confluentus) è una specie locale diffusa nei torrenti alle pendici del monte Mazama, tra cui i torrenti Sun e Annie, fino all'inizio del Novecento. L'introduzione di altre specie alloctone, in particolare il salmerino di fonte (Salvelinus fontinalis), ne determinò il declino fino alla fine degli anni 1980 al torrente Sun e persino la sua scomparsa nelle acque dell'Annie. Dal 1992, il parco ha portato avanti un programma di tutela della trota toro, dichiarata specie in pericolo nel 1999, con dispositivi di soppressione delle specie invasive e barriere protettive. A livello locale, la popolazione è aumentata di dieci volte rispetto ai numeri più bassi di epoca passata, ragion per cui le modalità di esecuzione del progetto sono state estese a un'area più vasta.
Lo scarabeo del pino (Dendroctonus ponderosae) è una specie appartenente al genere Scolytinae che ha causato vari danni alla fauna locale, avendo attaccato dapprima i pini contorti e quelli gialli, a basse altitudini, e attualmente pure i pini dalla corteccia bianca presenti intorno alla caldera. Secondo alcuni ricercatori, i cambiamenti climatici avrebbero favorito l'adattamento del coleottero a quote superiori, con il risultato che quasi la metà degli alberi appaiono infettati.

## Attività vulcanica

### Epoca antica
Dopo l'emissione di grandi quantità di lava nell'area, l'edificio del monte Mazama cominciò a formarsi intorno a 420.000-400.000 anni fa. Lo stratovulcano si formò in fretta e il vulcanismo, avvenuto inizialmente intorno al cono originale 400.000 anni fa, migrò con il tempo gradualmente verso ovest lungo l'attuale margine meridionale della caldera, prima intorno a Kerr Notch e poi al livello dei coni delle cime Applegate e Garfield (270.000-210.000 anni fa). Intorno ai 215.000 anni fa, un cono di scorie sul versante sud-ovest rilasciò un flusso di lava ad almeno 10 km a ovest. In seguito, il vulcano rimase in uno stato di quiescenza per 40.000 anni. L'attività riprese a nord-ovest, a Llao Rock, da 170.000 a 120.000 anni fa: dopo un ulteriore periodo di inattività tra 100.000 e 75.000 anni fa, si verificarono significative colate laviche a Hillman Peak.
La maggioranza delle eruzioni sopraccitate fu di natura effusiva: tuttavia, 70.000 anni fa, a causa di un arricchimento della lava di silice, ebbero luogo delle eruzioni esplosive culminate con flussi piroclastici. Si pensi a quella di Pumice Castle, una formazione di colore arancione nella parete orientale della caldera formata dalla fusione parziale di pomici vetrose o, sul versante nord, quella di Cloudcap e, su quello orientale, la cresta di Llao Rock, che presentano una composizione mineralogica simile. Intorno ai 50.000 anni fa, una bocca eruttiva rilasciò il flusso Watchman, il quale riempì un gorgo sul versante occidentale. Fino a 35.000 anni fa, si verificano ulteriori flussi a sud-ovest e a nord, mentre duomi di lava si svilupparono a sud, comprese delle nubi ardenti. La lava completò con il tempo la sua migrazione verso una natura felsica soprattutto riodacitica. Dai 30.000 ai 25.000 anni fa, pomice e lava si riversarono da Grouse Hill, Steel Bay e Redcloud Cliff, dove il flusso entrò in contatto con i ghiacciai producendo un rilievo invertito di forma triangolare composta, in parte, da giunti colonnari di ossidiana. Dei duomi di lava si originarono sul versante nord-est e, intorno agli 8000 anni fa, 1 km³ di lava riodacitica fu rilasciato da Llao Rock, preceduto da esplosioni con emissione di pomice e cenere che si diffusero in alcune aree del Washington, dell'Oregon e del Nevada; si formò frattanto un grande cratere, riempito da eruzioni successive. Il flusso di Cleetwood, sul versante settentrionale ad est di Llao Rock, si riversò solo poche settimane prima dell'eruzione catastrofica, così che, durante la formazione della caldera, la lava ancora calda proseguì il suo corso in direzione opposta verso la depressione al centro del vulcano. Il magma probabilmente ebbe origine dalla stessa camera dell'importante evento successivo.

### Eruzione cataclismica

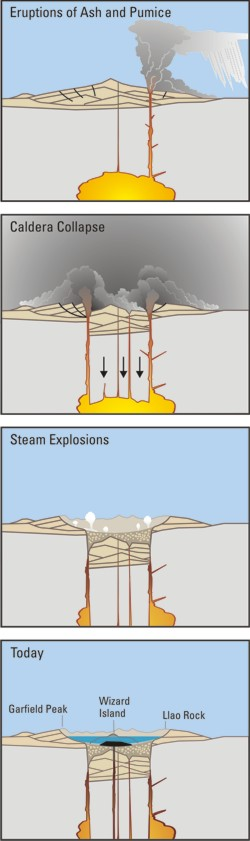
Diagrammi delle diverse fasi dell'eruzione avvenuta intorno a 7700 anni fa

Una gigantesca eruzione avvenne, stando alla datazione del carbonio 14 e agli esami effettuati da studiosi di dendrocronologia, 6845 ± 50 anni fa: altre stime la indicano invece accaduta 6730 ± 40 anni fa, tra 7620 e 7470 anni fa o 7627 ± 150 anni or sono. Questa si verificò probabilmente durante l'autunno, come suggerito da una ricerca effettuata sui pollini. I suoi effetti si fecero sentire per circa tre anni, anche se la maggior parte dell'eruzione, svoltasi in due fasi, ebbe luogo in pochi giorni.
Innanzitutto, poco dopo il flusso di Cleetwood, un cratere un po' più elevato sul versante settentrionale generò una colonna eruttiva di 48 km di altezza, raggiungendo la stratosfera. La cenere si riversò su otto degli odierni stati degli USA e tre delle province canadesi intorno al Nord-ovest Pacifico. I depositi di pomice erano spessi 6 m alla base del monte Mazama e 30 cm nel raggio di 100 km a nord-est. La colonna precipitò su centinaia di chilometri a nord e nord-est, mentre a ovest e sud-ovest la ricaduta risultò relativamente limitata.
Proprio quando la colonna collassò su se stessa, forse sotto il suo peso, una fetta del cratere si frantumò. La caduta improvvisa di una tale quantità di pomice incandescente causò nubi ardenti che precipitarono lungo il versante settentrionale, attraversandolo da ovest a est di Llao Rock a Redcloud Cliff. Le estreme sollecitazioni verticali patite dal vulcano iniziarono a far sprofondare la sommità, con la camera magmatica che finì per affrontare una parziale subsidenza e delle fratture concentriche attraversarono la sommità, generando dei coni di scorie. Le pomici espulse provocarono nuove nubi ardenti su tutti i versanti, le quali attraversarono i rilievi preesistenti e si estesero poi lungo varie colline, depositandole ulteriormente nelle valli circostanti. Molte nuvole viaggiarono per 65 km, distruggendo le foreste sul loro cammino e ostruendo le valli a nord e ad ovest del Monte Mazama, con strati di pomice spessi fino a quasi 10 m e un diametro medio del tefra di una cinquantina di centimetri, anche se alcuni blocchi raggiunsero quasi due metri di diametro e si rintracciano oggi ad oltre 30 km. A sud, nelle gole dei torrenti Annie e Sun, i depositi che potrebbero aver raggiunto 75 m di spessore non appaiono ancora completamente erosi. A sud-est, dei resti delle eruzioni si rintracciano presso il torrente Sand, presso Klamath Marsh, il fiume Williamson e persino in lago Klamath Superiore.
L'eruzione proseguì con l'emissione di magma più profondo e denso, cioè andesite e andesite basaltica. Le ultime colate piroclastiche sommersero i precedenti depositi riodacitici arancioni realizzando il cosiddetto deserto di pomice, un desolato altopiano sul versante settentrionale del monte Mazama che raggiunge un massimo compreso tra 75 e 90 m. Le fumarole ancora attive testimonierebbero nelle gole dei torrenti Annie e Sand i punti di emissione delle effusioni.
Dopo l'eruzione, una depressione profonda 1.200 m occupò il cuore della montagna. Il volume di magma espulso era approssimativamente equivalente al volume collassato, cioè tra 50 e 60 km³ secondo stime scientifiche. I gas rilasciati nell'atmosfera terrestre contribuirono ad abbassare la temperatura nell'emisfero nord da 0,6 a 0,7 °C da uno a tre anni, almeno fino all'eruzione di Tambora nel 1815, in Indonesia. In particolare, tra 90 e 220 megatoni di acido solforico si riversarono nella stratosfera e giunsero fino in Groenlandia. L'indice di esplosività vulcanica è stimato attualmente al grado 7. Si trattò della più devastante eruzione avvenuta nelle Cascate dell'ultimo milione di anni e di una delle principali dell'Olocene su scala terrestre.

### Attività recenti
Dall'eruzione intorno a 7700 anni fa, tutte le attività eruttive si verificarono all'interno della caldera. Mentre quest'ultima si riempiva ancora di acqua e detriti provenienti da frane, si generarono gradualmente nuovi coni e colate laviche. Così, durante i seguenti 500 anni, comparirono il cono di Merriam, l'isola di Wizard e, per effetto dell'erosione, tornarono alla luce del sole risultati di antiche colate laviche. Dei 4 km³ di andesite riversatisi dopo le ultime eruzioni, la metà di questo volume si rintraccia sull'isola di Wizard, nella parte occidentale del lago, che si erge ben visibile sullo stesso; nel momento della sua formazione, le lave dovettero al tempo entrare in contatto con l'acqua e produrre della breccia vulcanica. Solo il 2% dell'edificio emerge attualmente dalla superficie dello specchio d'acqua, la sua base ha una forma ovale di grandi dimensioni e un'altezza di circa 370 m al di sopra del fondo della caldera. Le lave dalla piattaforma centrale, situata in misura approssimativa al centro del lago, erano più effusive e si estendevano a nord e ad est della bocca eruttiva. Il cono di Merriam è relativamente arrotondato e privo di crateri sommitali, essendo la sua formazione interamente sottomarina e contemporanea all'isola di Wizard; l'elevazione è pari a 400 m.
L'ultima eruzione del monte Mazama accadde 4800 anni fa, sulla base sommersa orientale dell'isola di Wizard. In tale occasione, si produsse un duomo di lava riodacitico. Durante la sua storia, il monte Mazama emise quasi 180 km³ di lava, diventando così il terzo o quarto vulcano più attivo della catena.

### Valutazione e prevenzione dei rischi
Colate laviche e nubi ardenti, tefra, frane
     Lahar
     Cenere vulcanica

Mappa dei rischi vulcanici associati al monte Mazama. La linea verde indica i confini del parco nazionale del lago Crater:
Colate laviche e nubi ardenti, tefra, frane
Lahar
Cenere vulcanica

Il monte Mazama è considerato un vulcano dormiente e rimane monitorato dall'Osservatorio vulcanologico delle Cascate sotto l'USGS. A causa delle sue sporadiche eruzioni per 420.000 anni, l'USGS considera "praticamente certo" che il monte Mazama esploderà ancora in futuro. Con grande probabilità, l'evento catastrofico si potrebbe verificare nella parte occidentale della caldera. L'emissione di lava ricca di gas in acque poco profonde potrebbe produrre una spessa colonna eruttiva, mentre a profondità maggiori un'eruzione subacquea avrebbe un'esplosività ridotta. Tuttavia, l'improvvisa interazione tra magma e acqua potrebbe generare un riversamento piroclastico più ricco di gas e meno carico di tefra rispetto a una semplice nube ardente. Tale fenomeno è in grado di attraversare rilievi, di trasportare piroclasti a 250 m/s e coprire distanze di diverse decine di chilometri. Un'eruzione dalle pareti della caldera potrebbe anche essere esplosiva a causa dell'abbondante quantità di falde sotterranee. È altresì possibile che un cono di scorie si formi sui pendii esterni vicino alla caldera. D'altra parte, è improbabile che un lahar si propaghi lontano dalla caldera coinvolgendo pendici del vulcano, malgrado sia possibile che si riversi della neve, né è plausibile che un'esondazione del lago indotta da un'eruzione o da una frana possa indebolirne le pareti montuose, anche se non andrebbero trascurati fenomeni dalla grande portata. Inoltre, gli sciami sismici che accompagnerebbero una risalita di magma difficilmente supererebbero la magnitudo di 5 alla scala locale. È vero che terremoti lungo le faglie del graben di Klamath potrebbero raggiungere il grado di magnitudo 7, ma la loro periodicità varia tra i 3000 e i 10000 anni. La principale minaccia sismica è legata alla zona di subduzione della Cascadia, che potrebbe causare un terremoto di magnitudo 8-9, ma anche senza minacciare di rompere le pareti della caldera. È improbabile che un'eruzione di tipo limnico per rilascio improvviso di diossido di carbonio, come nel disastro del lago Nyos in Camerun, si verifichi presso il lago Crater a causa della contaminazione tra acque superficiali e falde profonde. Un'eruzione di tale magnitudo come quella che si verificò intorno a 7700 anni fa appare davvero improbabile, dato che richiederebbe un volume di magma molto maggiore di quello che si trova nelle vicinanze del monte Mazama.
Mentre la popolazione entro un raggio di 10 km dal monte Mazama è di sole circa 50 persone, più di 270.000 vivono entro un raggio di cento chilometri. Tuttavia, la probabilità di gravi conseguenze nel prossimo futuro risulta bassa.

### Potenziale geotermico
Lo studio chimico e termico dell'acqua del lago Crater, così come l'erosione delle rocce oltre 120.000 anni, suggerisce che esiste dell'attività idrotermale nelle vicinanze della vetta. La maggioranza delle fonti mostra una composizione chimica simile, dovuta a un'alterazione di ossidiana e clinopirosseno. Questa situazione è probabilmente correlata al calore residuo della camera magmatica dall'eruzione avvenuta 7.700 anni fa. Il lago presenta celle di Bénard i cui cicli durano tre anni, fluidi termici che entrano nel lago attraverso il suo fondo e generano sorgenti calde che compongono bocche idrotermali alte fino a 10 m.
La California Energy Company ha traforato due pozzi esplorativi geotermici: il pozzo MZI-11A ha una profondità di 1.423 m a est del parco, nello Scott Creek Basin, e il pozzo MZII-1 a una profondità di 867 m a sud del parco, a est del torrente Annie. Hanno un calore massimo di 130 °C e 40 °C rispettivamente. La dissipazione del calore per convezione in loco è la terza maggiore nella catena delle Cascate dopo le Austin Hot Springs e quelle del parco nazionale vulcanico di Lassen. Gli scienziati dell'USGS ritengono quindi che sia innegabile il potenziale di energia geotermica sul monte Mazama.

## Storia
L'area del monte Mazama fu abitata da nativi americani da almeno 10.000 anni. Quando il vulcano si risvegliò 8000 anni fa, dopo un periodo di quiescenza di 20.000 anni, essi avevano occupato parte delle sue pendici stabilendo degli accampamenti temporanei. Dei sandali fatti di artemisia sono stati rinvenuti a est della montagna. Le popolazioni dovette convivere, oltre ai rischi associati al vulcanismo, con un clima sempre più secco. Tra i popoli a sud del monte Mazama si tramandarono nei secoli per molte generazioni storie legate all'eruzione vulcanica. A causa del carattere sacrale che rivestiva il lago tra le popolazioni indigene dell'Oregon e della California settentrionale, tuttavia, non si riportano questi eventi e nemmeno l'esistenza del lago Crater a seguito della colonizzazione europea delle Americhe, in quanto questi per cinquant'anni ignorarono nella regione l'esistenza di uno specchio d'acqua. Gli sciamani avevano imposto in particolare un divieto di guardare in direzione delle acque, pena la morte nel peggiore dei casi; un tabù del genere persiste ancora in alcune comunità Klamath.
I coloni finalmente scoprirono il monte Mazama per la prima volta nella primavera del 1853, risultando l'ultimo grande vulcano identificato nella catena delle Cascate. Undici minatori di Yreka, in California si fermarono in un negozio a Jacksonville di proprietà di Isaac Skeeters e affermarono di conoscere la posizione di una miniera d'oro di nome Lost Cabin (la "cabina smarrita"). Finanziato da un giovane cercatore d'oro di successo, tale John Wesley Hillman, Skeeters riunì una squadra di altri dieci abitanti dell'Oregon per trovare la posizione della località. Il 12 giugno, essi raggiunsero il lago Crater e Hillman fece notare come si trattasse dell'acqua più blu che egli avesse mai visto, tanto da suggerire di chiamare la località Deep Blue Lake (il "lago blu profondo"). Sebbene non avessero trovato oro, a corto di provviste, tornarono a Jacksonville con la notizia della loro scoperta, ma il sito fu comunque presto dimenticato a causa dell'assenza del metallo prezioso e dell'isolamento della regione. Nel 1862, un gruppo di cercatori guidati da Chauncey Nye raggiunse il lago Crater: Nye, per conto di una testata di Jacksonville, l'Oregon Sentinel, realizzò la prima pubblicazione sul lago.

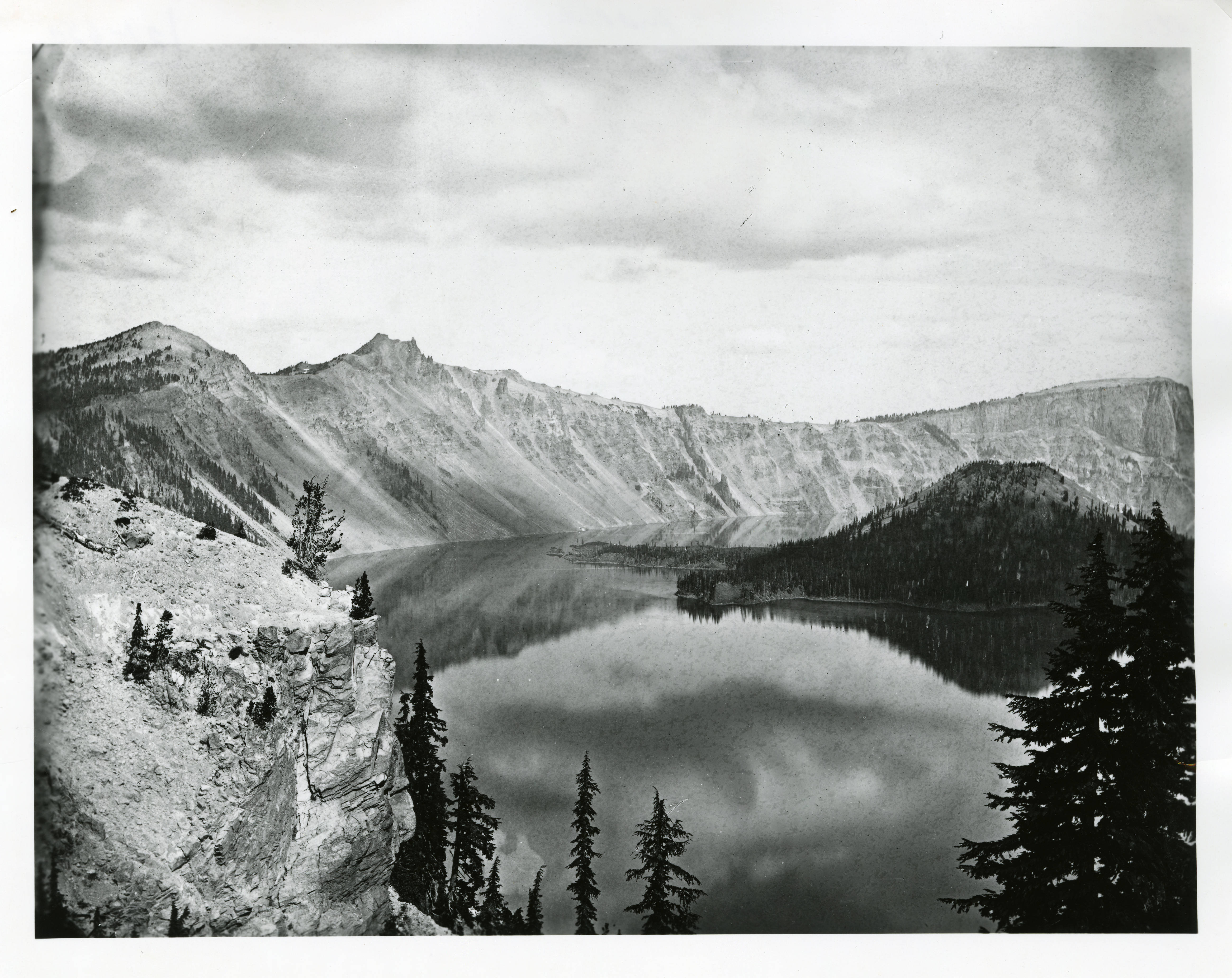
Il fianco meridionale a ovest della caldera, con l'isola di Wizard a destra, nel 1874

Una volta fondata Fort Klamath nel 1863, fu tracciato un sentiero per diligenze dalla valle del fiume Rogue al forte. Il 1º agosto 1865, due cacciatori che assicuravano la sicurezza della pista scoprirono a loro volta il lago e riferirono le loro osservazioni. Fu allora che vi si recò un gruppo di soldati e civili: il sergente Orsen Stearns, seguito poco dopo dal capitano F.B. Sprague, discese nella caldera fino alle rive del lago. Un capo tribù dei Klamath di nome Lalek anticipò le scoperte scientifiche relative al crollo del monte Mazama, sostenendo che la sua forma attuale fosse il risultato di un'eruzione particolarmente violenta: nel 1865, questi lo riferì a un giovane soldato, William M. Colvig. I passaggi relativi alla formazione della caldera rimasero comunque sconosciuti ai geologi per altri sessant'anni, ma la ricostruzione di Lalek andò registrata da Colvig e poi pubblicata da Ella Clark nella rivista Indian Legends of the Pacific Northwest nel 1953.

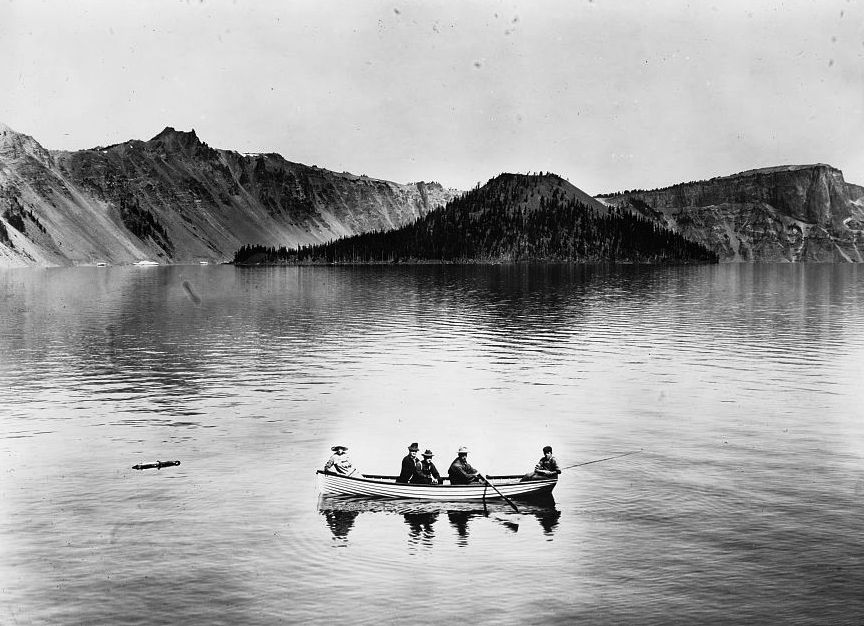
Fotografia di una barca a remi sul lago Crater con l'isola di Wizard sullo sfondo (1912)

Gli sforzi di William Gladstone Steel volti a tutelare il monte Mazama, inclusa la sua assistenza effettuata nel 1886 in favore di Clarence Edward Dutton dell'Istituto per gli studi geologici degli Stati Uniti (USGS) per mappare il lago, furono gradualmente premiati, dapprima con la creazione della riserva forestale della catena delle Cascate (Cascade Range Forest Reserve) nel 1893, poi con la designazione del parco nazionale del lago Crater il 22 maggio 1902. Lo stesso anno, il geologo Joseph S. Diller, affiancato da Horace B. Patton, pubblicò un rapporto dettagliato in cui afferma che il Monte Mazama è crollato su se stesso, invece di esplodere. Il lavoro andò ripreso da Howel Williams, dell'Università della California a Berkeley, che raccontò delle sue scoperte nel 1942. Più nel dettaglio, egli si preoccupò di disegnare una mappa delle volate dacitiche ed andesitiche emesse dal vulcano. Fu altresì il primo a fornire una stima ragionevole dell'elevazione prima della formazione della caldera pari a 3.700 m (un numero minore rispetto al monte Shasta e al monte Rainier), mentre in precedenza le stime si attestavano tra i 4.500 e i 5.000 m. Lo studio fu completato negli anni '80 da Charles R. Bacon e i colleghi dell'USGS, fornendo dettagli più completi sulla formazione della caldera.

## Attività ricreative

### Turismo

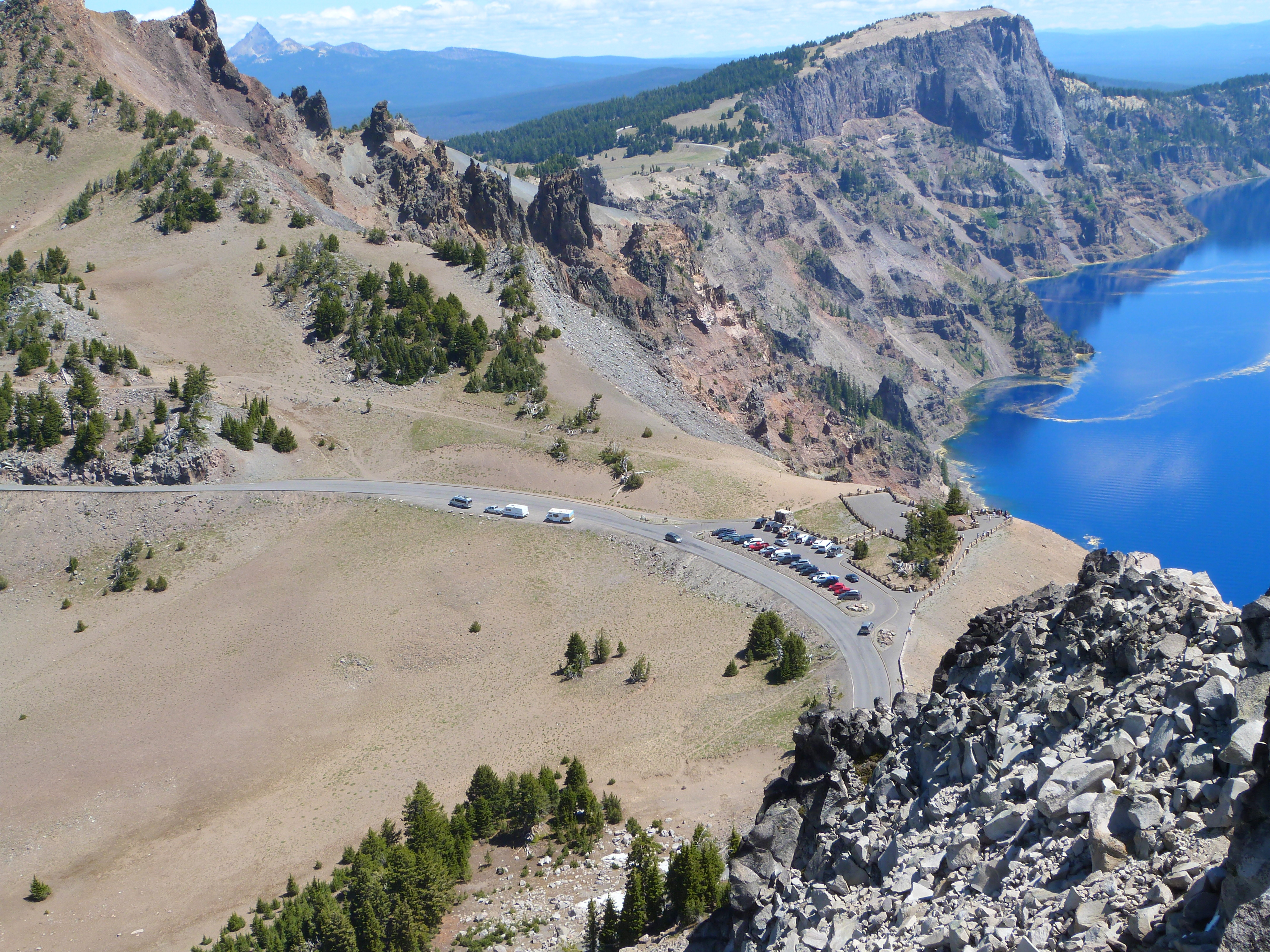
Veduta a nord-est dal punto The Watchman su una porzione della Rim Drive. Le pendici di Hillman Peak si trovano a sinistra e oscurano parzialmente il monte Thielsen, mentre Llao Rock è a destra

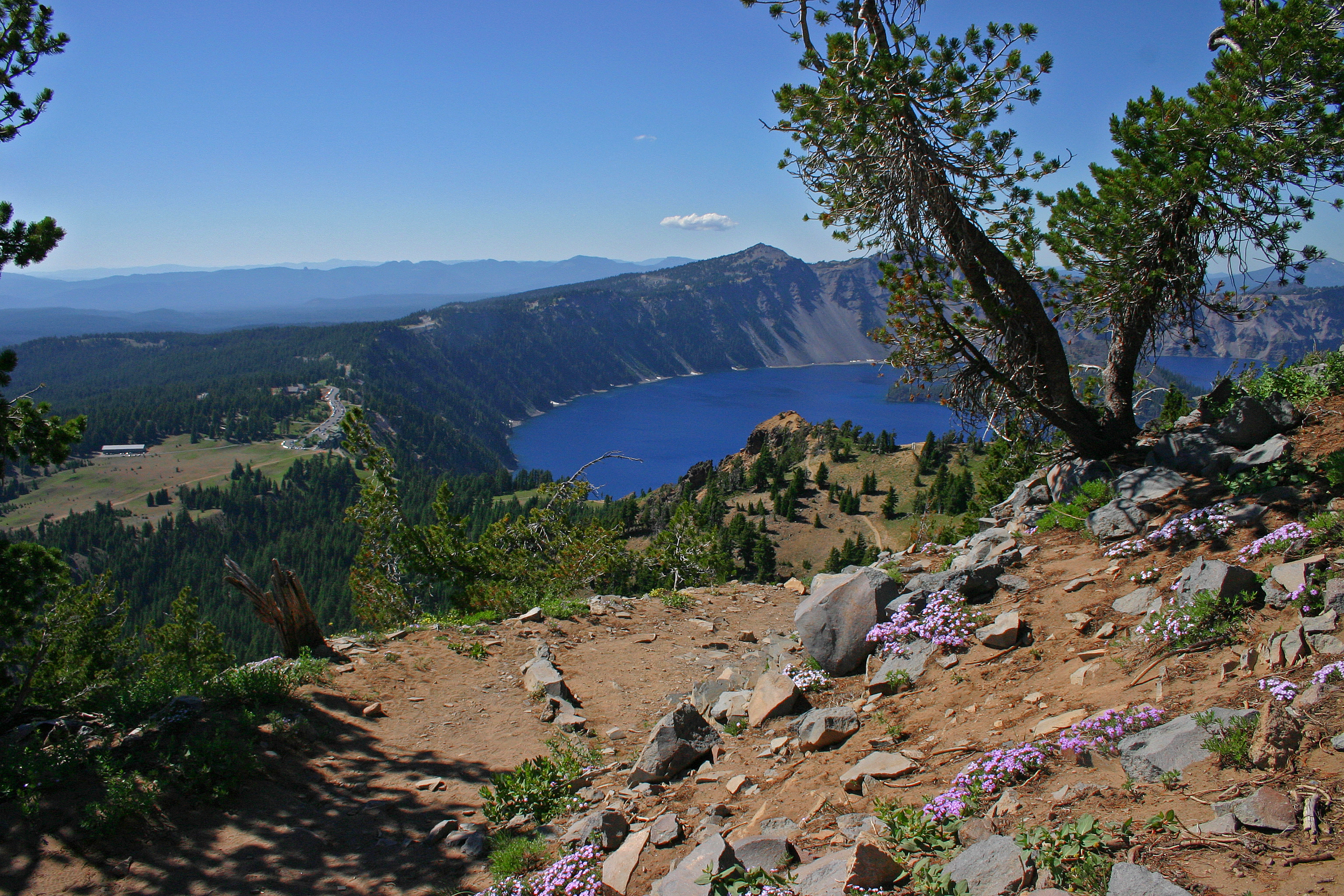
Veduta del Rim Village (a sinistra) in direzione nord-ovest dal Garfield Peak Trail

Il monte Mazama è accessibile dalla US Route 97 da est, dalla 62 Highway da sud-ovest o dalla Highway 138 da nord-ovest. Il giro completo della caldera può essere compiuto in 53 km seguendo la Rim Drive, l'unica strada aperta ai veicoli a motore nel parco nazionale del lago Crater.
Il versante occidentale del monte Mazama è attraversato dal Pacific Crest Trail, un sentiero escursionistico che si estende per 4.240 km, la cui variante prende il bordo occidentale della caldera. Il Garfield Peak Trail parte dal Crater Lake Lodge, vicino a Rim Village, e conduce a est per 2,7 km fino a Garfield Peak, che offre una panoramica dall'alto del lago da un lato e verso il monte Shasta dal lato opposto, 165 km a sud. Sempre da Rim Village, ma seguendo il bordo della caldera a nord-ovest, il Discovery Point Trail si estende per 3,2 km. Il Dutton Creek Trail collega il Pacific Crest Trail a Rim Village sul versante sud-ovest a 3,5 km, mentre il Lightning Spring Trail, sul versante occidentale, lo collega al bordo della caldera tra Discovery Point e The Watchman localizzato a 400 metri di quota su 6,8 km. Quest'ultimo è accessibile solo dopo 1,3 km percorsi solitamente da appassionati di escursionismo. Il Cleetwood Cove Trail è l'unico sentiero che scende al bordo del lago, sulla sua sponda settentrionale, fino all'unico molo; lungo 1,7 km, è particolarmente ripido, con un dislivello di 190 m da compiere al ritorno. In estate, munirsi di una barca permette, oltre alle escursioni sul lago dove si può ammirare il famoso tronco in movimento detto Old Man of the Lake, di recarsi sull'isola di Wizard, dove un altro sentiero di 1,8 km e 230 m di dislivello conduce al cratere e lo aggira.
Le autorità del parco nazionale consentono il ciclismo sulla Rim Drive, il campeggio dalla tarda primavera all'inizio dell'autunno, la pesca da metà maggio a fine ottobre e il nuoto, non essendovi un divieto di balneazione; in inverno, è possibile spostarsi con delle racchette da neve con una guida o effettuando dello sci alpinismo.
Circa 500.000 visitatori visitano la zona protetta ogni anno.

### Tutela ambientale

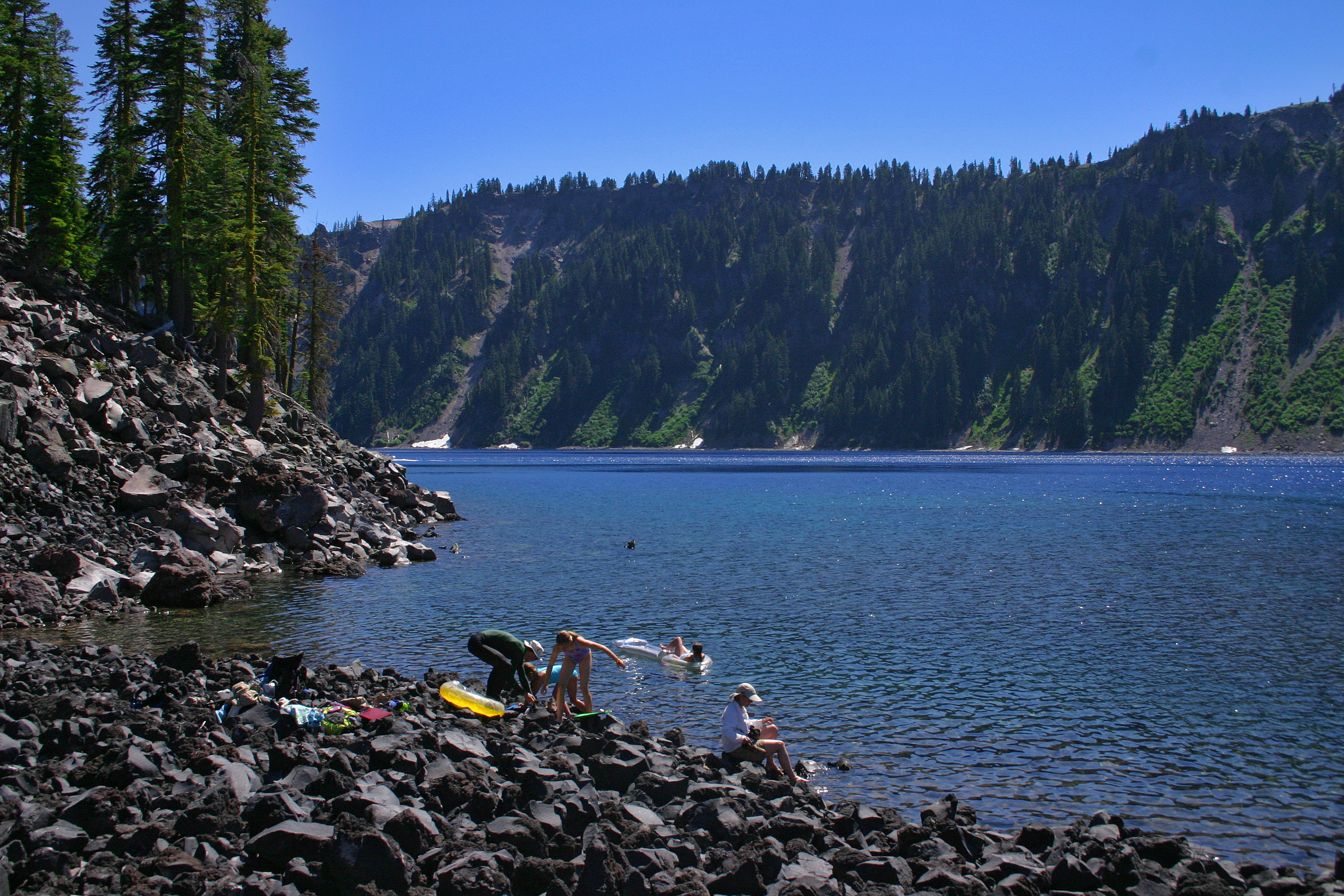
Bagnanti nella baia delle fumarole sulla sponda occidentale dell'isola di Wizard

Il monte Mazama è protetto dal 1902 all'interno del parco nazionale del lago Crater, che si estende per 741,5 km². Si tratta dell'unico parco nazionale situato in Oregon e il quinto più antico per istituzione degli USA, gestito dal National Park Service. L'infrastruttura del parco si trova sotto Rim Village, a monte della valle di Munson, sotto il bordo meridionale della caldera. La pratica di portare con sé minerali come souvenir è vietata ai turisti, salvo il caso in cui vi sia stata una previa autorizzazione.

## Cultura

### Miti e leggende
Per i nativi americani della tribù Klamath che abitavano la zona, la montagna costituiva la residenza di Llao, dio degli inferi. Dopo il crollo della caldera al centro della montagna, i Klamath interpretarono l'evento come una battaglia tra Llao e il suo rivale Skell, dio del cielo. Nonostante alcune differenze narrative, la leggenda generalmente narra che Llao vide una bella donna dei Klamath, figlia di un capo, e si arrabbiò quando questa rifiutò l'offerta dell'immortalità in cambio della sua mano. La divinità emerse dal monte Mazama e scagliò del fuoco contro le comunità che vivevano ai suoi piedi. Skell, in piedi sul monte Shasta, cercò di fare quanto poteva per difenderli. Mentre la terra sperimentava terremoti e le rocce cadevano dal cielo, due uomini di buona fede si sacrificarono gettandosi nel cratere per placare la furia del dio. Skell riuscì in seguito a costringere Llao a tornare nelle viscere del vulcano, poi crollato su di lui. Secondo alcune varianti, Skell schiacciò il peso della cima della montagna su Llao. Ne seguirono piogge torrenziali, le quali riempirono il fosso lasciato dal crollo del monte Mazama e generarono il lago Crater.

### Di massa

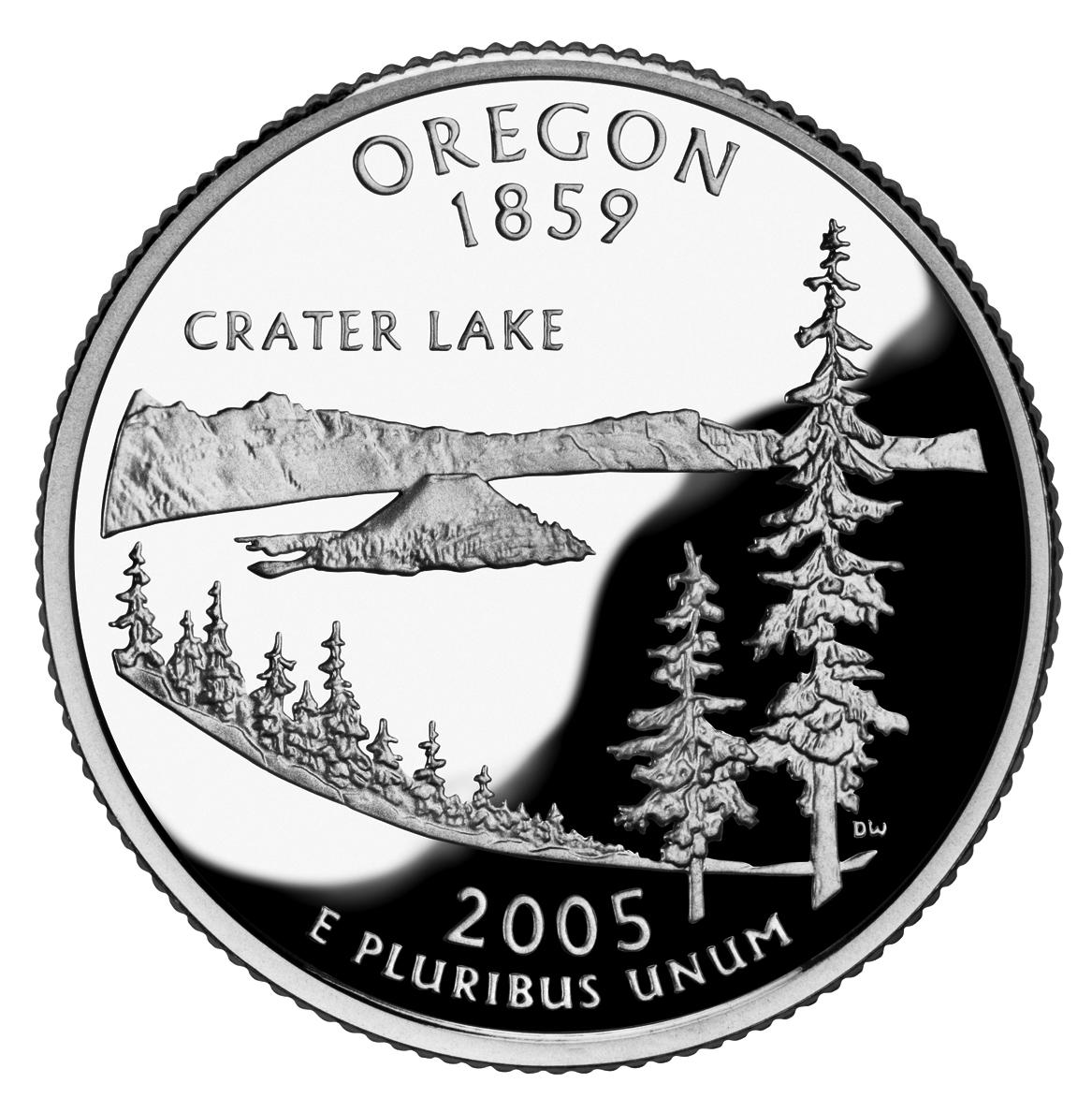
Retro di un quarto di dollaro emesso nel 2005

Nel 2005, il lago Crater, insieme all'isola di Wizard, Hillman Peak e The Watchman, furono riportate sul retro di un quarto di dollaro nella serie dei 50 State Quarters come simbolo scelto per rappresentare lo stato dell'Oregon. La data del 1859 simboleggiava la data di ingresso nell'Unione. Si trattò della 33ª moneta emessa in tale serie, iniziata nel 1999, essendo l'Oregon il 33º stato confluito negli USA. In concomitanza con l'occasione, si tenne una cerimonia presso il parco nazionale del lago Crater il 24 agosto 2004 alla presenza del governatore Ted Kulongoski.